# Pánini
Pánini (v sanskrtu पाणिनि Pāṇini) je jméno starověkého indického jazykovědce odvozené od sanskrtského výrazu pani, což znamená potomek pániů.
Je znám svým spisem Vjákarana (mluvnice), který obsahuje 3959 gramatických a fonetických pravidel sanskrtu. Tento originální spis komentoval později Mahariši Pataňdžali ve spise Mahábhášja. Vjákarana patří mezi odvětví védské literatury, védángy (doslova údy véd), zahrnující všechny disciplíny umožňující studium véd: šikšá (fonetika), kalpa (obřad), vjákarana (mluvnice), nirukta (etymologie a lexikologie), čhanda (védská metrika) a džjótišá (astronomie a astrologie). Toto souhrnné dílo v Indii ukončilo období védského sanskrtu a zahájilo období klasického sanskrtu, kdežto v moderní době slouží jako podklad pro lingvistiku.

## Historie
O životě Pániniho se nic určitého neví, dokonce i o století, ve kterém žil, se názory jazykovědců rozcházejí. Nejpravděpodobnější doba Pániniho života je 4. stol. př. n. l., ale podle jiných názorů to mohlo být i dříve, 5. stol. př. n. l. nebo dokonce i 6. stol. př. n. l. Podle legend se narodil ve městě Šatula na pobřeží řeky Indus v provincii Gandharva - tato provincie se nyní jmenuje Attock v nynější pákistánské provincii Paňdžáb a leží mezi městy Rávalpindí a Péšávar. Jisté je, že Pánini žil na konci védského období, protože vytvořil speciální pravidla, podle nichž bylo možné rozluštit archaický védský sanskrt, který se stával nečitelným, ale byl ještě srozumitelným dialektem.

## Aštádhjájí
Aštádhjájí, v dévanágarí अष्टाध्यायी, neboli Osmero pojednání, je Pániniho hlavní spis založený na gramatickém rozboru slov ve slovnících Dhátupatha a Ganapatha. Je to velice systematický morfematický a fonematický výklad sanskrtských slovních kořenů. Jeho výklad je tak dokonalý, že jazykovědci teprve o dva tisíce let později pochopili celý jeho dosah. Jeho dílo beze zbytku popisuje sanskrtskou lingvistickou morfologii.
Aštádhjájí se skládá z 3959 súter (aforismů), jinak také pravidel rozdělených do osmi pojednání, která jsou dále rozdělena do čtyř oddílů (padani).
Příklad:
1.1.1 vrddhir áT-aiC
1.1.2 auT-éN gunáh
Velká písmena označují zdroj, sanskrtské výrazy vrddhir a gunáh jsou názvy jmenovaných hlásek.
Tedy:
1.1.1. á a ai jsou v T a C vrddhir,
1.1.2. au a é jsou v T a N gunáh.
Pániniho Aštádhjájí rozebírají text ve spisu Šiva sútry a zároveň ve slovnících sanskrtských slovních kořenů Dhátupatha a Ganapatha.